# Gloeodontia
Gloeodontia ist eine Pilzgattung innerhalb der Ordnung der Täublingsartigen (Russulales). Traditionell steht die Gattung in die Familie der Schichtpilzverwandten (Stereaceae), da die Vertreter der Gattung aber eine eigene Abstammungslinie innerhalb der Täublingsartigen bilden, werden sie heute von einigen Mykologen in die neue Familie Gloeodontiaceae gestellt. Die Typusart der Gattung ist Gloeodontia discolor (Berk. & M.A. Curtis) Boidin. Die Gattung Gloeodontia ist morphologisch gekennzeichnet durch das hydnoide (stachlige) Hymenophor, die mit Sulfobenzaldehydreagenzien anfärbbaren Gloeozystiden, die stark mit hyalinen Kristallen inkrustierten Pseudozystiden und durch ihre amyloiden Basidiosporen.

## Merkmale
Die Fruchtkörper sind resupinat bis effus und fest am Substrat angewachsen, der Rand steht nicht ab. Das Hymenophor ist hydnoid, also stachelig bis zahnartig ausgebildet. Die einzige Ausnahme ist hier Gloeodontia subasperispora, die ein glattes Hymenophor besitzt. Das Subiculum, so bezeichnet man die Hyphenschicht, die direkt dem Substrat aufliegt, ist in der Regel deutlich ausgebildet. Die Zähne sind zylindrisch bis konisch und an der Spitze oft gefranst.
Das Hyphensystem kann monomitisch oder dimitisch ausgebildet sein. Die generativen Hyphen sind stark verzweigt und haben Schnallen, ihre Zellwände sind dünnwandig oder leicht verdickt. Die dickwandigen Skeletthyphen sind nur wenig verzweigt und un- oder nur selten septiert. Sie besitzen keine Schnallen. Die Zystiden (Pseudozystiden) entspringen im Trama der Zähnchen. Sie sind zylindrisch und stark mit hyalinen Kristallen inkrustiert. Inkrustierte Zystiden fehlen nur bei Gloeodontia subasperispora. Gloeozystiden kommen im Zahntrama nur spärlich, im Hymenium aber recht häufig vor. Sie verfärben sich mit Sulfobenzaldehyd blau bis blauschwarz. Die viersporigen Basidien sind zylindrisch bis urnenförmig und haben an der Basis eine Schnalle. Das Sporenpulver ist weiß. Unter dem Mikroskop erscheinen die deutlich amyloiden Sporen hyalin bis blass gelb. Ihre Zellwand ist deutlich verdickt und die Oberfläche feinwarzig bis körnig ornamentiert.

## Ökologie und Verbreitung
Die Vertreter der Gattung sind Weißfäulepilze, die meist auf totem Laubholz, seltener auch auf Nadelholz wachsen. Die Gattung Gloeodontia enthält überwiegend tropische und subtropische Arten, die besonders in den südöstlichen USA und in Mittel- und Südamerika verbreitet sind. Einige Arten kommen auch im tropischen Afrika vor. Gloeodontia columbiensis und Gloeodontia subasperispora vertreten die Gattung auch in Europa. Gloeodontia columbiensis wurde in Frankreich, Italien, der Südschweiz und wahrscheinlich auch in Spanien, sowie in der Türkei und im Kaukasus nachgewiesen. Die Art ist in allen europäischen Ländern sehr selten. Gloeodontia subasperispora ist wohl die einzige Art der Gattung, die nur in Europa vorkommt. Sie wurde in Schweden, Norwegen, Deutschland und Österreich nachgewiesen. Gloeodontia xerophila hingegen wurde bisher nur auf den Kanarischen Inseln gefunden (Stand 2014).

## Systematik

Gloeodontia-Maximum Likelihood-Tree

Die Gattung wurde 1966 von Jacques Boidin erstellt um Irpex discolor Berk. & M.A. Curtis aufzunehmen. Laut Boidins Gattungsdiagnose sollten ihre Vertreter durch ihr odontoides (gezähntes) bis hydnoides (stacheliges) Hymenophor, ihr dimitisches Hyphensystem, die inkrustierten Pseudozystiden, die sulfoaldeydpositiven Gloeozystiden und die feinwarzigen, amyloiden Sporen gekennzeichnet sein.
1976 stellten H.H. Burdsall und F.F. Lomard eine monomitsche Art in die zuvor monophyletische Gattung und erweiterten damit das Gattungskonzept. Dieser Pilz war von Edward Burt unter dem Namen "Odontia columbiensis im Herbarium des Missouri Botanical Gardens katalogisiert worden, wurde aber niemals von ihm gültig beschrieben.
Ellen & Karl-Henrik Larsson, die die 5.8S, ITS2 und LSU rDNA Gene zahlreicher russuloider Pilze sequenzierten und die Verwandtschaftsverhältnisse mit Maximum-parsimony- und Neighbor-Joining-Methoden untersuchten, konnten zeigen, dass Gloeodontia eine gut definierte Gruppe innerhalb der russuloiden Abstammungslinie bildet. Sie konnten auch zeigen, dass Gloeodontia-Arten mit mono- und dimitischen Hyphensystem eine monophyletische Einheit bilden. Da dies nicht nur für Gloeodontia gilt, sondern auch für weitere Gruppen innerhalb der Russulaartigen, vermuteten sie, dass das Vorkommen von Skeletthyphen als taxonomisches Merkmal auf Gattungsebene in der Vergangenheit überbewertet wurde und dass sich ein dimitisches Hyphensystem innerhalb der russuloiden Abstammungslinie mehrmals unabhängig voneinander entwickelt hat.
Überraschenderweise stellte sich heraus, dass Gloeocystidiellum subasperisporum (Litsch.) Erikss. & Ryv., ein Pilz mit glattem Hymenophor, Teil der Gloeodontia-Klade war. Konsequenterweise stellten sie das Taxon in die Gattung Gloeodontia und änderten damit das Gattungskonzept zum vorerst letzten Mal (Stand 2014).

## Arten
Weltweit sind acht Arten bekannt. In Europa kommen mit Gloeodontia columbiensis und Gloeodontia subasperispora zwei Arten vor. Gloeodontia xerophila wurde auf den Kanarischen Inseln gefunden (Stand 2014).
| Beschreibung                                                                                           | Wissenschaftlicher Name                                                    |
| --- | -------------------------------------------------------------------------- |
| Hyphensystem monomitisch                                                                               |                                                                            |
| Hymenophor glatt, Sporen nierenförmig 4–5 × 2,5–3,5 µm                                                 | Gloeodontia subasperispora (Litsch.) E. Larss. & K.H.Larss.                |
| Hymenophor odontioid, Zähne bis zu 1 mm lang, Sporen ellipsoid, 5,5–7 × 3,5–5 µm                       | Gloeodontia columbiensis Burt ex Burds. & Lombard                          |
| Hyphensystem dimitisch                                                                                 |                                                                            |
| Sporen ellipsoid                                                                                       |                                                                            |
| Sporen 3,5–4,5 × 2,5–3 µm, Hymenophor mit bis zu 2,5 mm langen Stacheln und mit Skeletozystiden        | Gloeodontia discolor (Berk. & M.A.Curtis) Boidin                           |
| Spores 6–7,5 × 4–4,5 µm Hymenophor mit bis zu 0,5 mm langen Stacheln, Skeletozystiden kommen nicht vor | Gloeodontia americana Rajchenb. 1987                                       |
| Sporen fast kugelig                                                                                    |                                                                            |
| Hymenophor mit bis zu 3–5 mm langen Stacheln, Sporen 5–6,5 × 4–5 µm                                    | Gloeodontia pyramidata (Berk. & M.A.Curtis) Hjortstam                      |
| Hymenophor mit bis zu 2 mm langen Stacheln Sporen 4–5 × 3–4 µm                                         | Gloeodontia xerophila Tellería, M.Dueñas, Rodr.-Armas, Beltrán-Tej. & Melo |